# Nachträge zur Flora der Deutschen Schutzgebiete in der Südsee
Nachträge zur Flora der Deutschen Schutzgebiete in der Südsee (abreviado Nachtr. Fl. Schutzgeb. Südsee) es un libro con ilustraciones y descripciones botánicas que fue escrito conjuntamente por Karl Moritz Schumann & Carl Adolf Georg Lauterbach y publicado en Leipzig en el año 1905 con el nombre de Nachträge zur Flora der deutschen Schutzgebiete in der Südsee: mit Ausschluss Samoa's und der Karolinen.